# Akron (Colorado)
Akron és una població dels Estats Units, seu del comtat de Washington, a l'estat de Colorado. Segons el cens del 2000 tenia 1.711 habitants.

## Demografia
Segons el cens del 2000, Akron tenia 1.711 habitants, 734 habitatges, i 457 famílies. La densitat de població era de 455,6 habitants per km².
Dels 734 habitatges en un 29,3% hi vivien nens de menys de 18 anys, en un 50,8% hi vivien parelles casades, en un 9,4% dones solteres, i en un 37,7% no eren unitats familiars. En el 33,8% dels habitatges hi vivien persones soles el 16,8% de les quals corresponia a persones de 65 anys o més que vivien soles. El nombre mitjà de persones vivint en cada habitatge era de 2,28 i el nombre mitjà de persones que vivien en cada família era de 2,94.
Per edats la població es repartia de la següent manera: un 26,2% tenia menys de 18 anys, un 6,3% entre 18 i 24, un 23,4% entre 25 i 44, un 21% de 45 a 60 i un 23,1% 65 anys o més.
L'edat mediana era de 40 anys. Per cada 100 dones de 18 o més anys hi havia 89,8 homes.
La renda mediana per habitatge era de 29.420 $ i la renda mediana per família de 35.156 $. Els homes tenien una renda mediana de 25.875 $ mentre que les dones 21.000 $. La renda per capita de la població era de 15.772 $. Entorn del 8,1% de les famílies i l'11% de la població estaven per davall del llindar de pobresa.

## Poblacions més properes
El següent diagrama mostra les poblacions més properes.